# HD68542
HD68542 — подвійна зоря. 
Ця подвійна система має видиму зоряну величину в смузі V приблизно 7,6.
Вона розташована на відстані близько 675,3 світлових років від Сонця.

## Подвійна зоря
Головна зоря цієї системи належить до хімічно пекулярних зір й має спектральний клас F3.
Інша компонента має  спектральний клас F7.

## Пекулярний хімічний склад
Зоряна атмосфера HD68542 має підвищений вміст 
Sr
.